# Nguyễn Hà Đông
Nguyễn Hà Đông (sinh ngày 8 tháng 11 năm 1985 tại Hà Nội) là nhà thiết kế trò chơi người Việt Nam. Anh là tác giả của tựa game huyền thoại Flappy Bird.

## Tiểu sử
Nguyễn Hà Đông tốt nghiệp kỹ sư Công nghệ thông tin chuyên ngành Hệ thống thông tin của Trường Đại học Bách khoa Hà Nội.
Năm 2012, anh thành lập .GEARS Studios và bắt đầu xuất bản các trò chơi dạng arcade trên điện thoại thông minh, phần lớn được thiết kế riêng cho iPhone.
Trò chơi miễn phí Flappy Bird xuất bản tháng 05 năm 2013. Nó đã đạt 50 triệu lượt tải trên toàn thế giới cho đến khi được gỡ xuống trên iOS App Store và Google Play Store vào ngày 10 tháng 2 năm 2014.
Anh thiết kế nhiều trò chơi khác trên iOS như Super Ball Juggling, Shuriken Block. Các trò chơi của anh đều mang lối thiết kế đơn giản với đồ họa mĩ thuật pixel và chịu ảnh hưởng của phong cách truyện tranh Nhật Bản.